# Женская сборная Тринидада и Тобаго по хоккею на траве
Женская сборная Тринидада и Тобаго по хоккею на траве (англ. Trinidad and Tobago men's national field hockey team) — женская сборная по хоккею на траве, представляющая Тринидад и Тобаго на международной арене. Управляющим органом сборной выступает ассоциация «Trinidad and Tobago Hockey Board».
Сборная занимает (по состоянию на 1 января 2015) 29-е место в рейтинге Международной федерации хоккея на траве (FIH).

## Результаты выступлений

### Мировая лига
- 2012/13 — 25-е место (выбыли во 2-м раунде)
- 2014/15 — ?? место (вышли во 2-й раунд; он будет в феврале 2015)

### Игры Содружества
- 1998 — ниже 4-го места (не ранжировано)
- 2002—2006 — не участвовали
- 2010 — 9-е место
- 2014 — 10-е место

### Панамериканские игры
- 1987 — 4-е место
- 1991 — 7-е место
- 1995 — 5-е место
- 1999 — 4-е место
- 2003 — 6-е место
- 2007 — не участвовали
- 2011 — 7-е место

### Панамериканский чемпионат
- 2001 — не участвовали
- 2004 — 8-е место
- 2009 — 4-е место
- 2013 — 7-е место